# A Daughter of Her People
A Daughter of Her People è un film del 1933 diretto da Henrik Galeen e George Roland.

## Produzione
Il film fu prodotto dalla Harry S. Brown Productions (come Standard Film Company).

## Distribuzione
Distribuito dalla Quality Film Corp., il film fu presentato in prima a Pittsburgh nel marzo 1933 e poi a New York il 12 maggio dello stesso anno. Oltre al titolo originale A Daughter of Her People, era conosciuto anche con quello yiddish, A Yiddishe Tochter.